# Tanjung Gedang
Tanjung Gedang is een bestuurslaag in het regentschap Merangin van de provincie Jambi, Indonesië. Tanjung Gedang telt 1023 inwoners (volkstelling 2010).